# Aéroport international Ambouli
L'aéroport international Ambouli (arabe : مطار جيبوتي الدولي) (code IATA : JIB • code OACI : HDAM) est un aéroport civil et militaire dans la partie sud-est de la ville de Djibouti. Il dessert celle-ci, qui est la capitale de la république de Djibouti, ainsi que la totalité du pays, étant son unique aéroport. C'est la plate-forme de correspondance des compagnies aériennes Daallo Airlines et Djibouti Airlines.

## Situation
| \| 100 km1:5 610 000 \|Djibouti · Ambouli Ali-Sabieh Assa-Gueyla Chabelley Dikhil Herkale Moucha Obock Tadjoura |
| 100 km1:5 610 000                                                                                               |

## Compagnies et destinations
| Compagnies         | Destinations                                                                                           |
| ------------------ | --- |
| Air Djibouti       | Addis-Abeba Bole, Aden, Dire Dawa-Aba Tenna Dejazmach Yilma, Hargeisa, Mogadiscio-Aden Adde (Petrella) |
| Air France         | Paris-Charles de Gaulle                                                                                |
| Ethiopian Airlines | Addis-Abeba Bole, Dire Dawa-Aba Tenna Dejazmach Yilma                                                  |
| FlyDubai           | Dubaï                                                                                                  |
| Jubba Airways      | Bosaso, Djeddah - Roi-Abdelaziz, Hargeisa                                                              |
| Egyptair           | Le Caire                                                                                               |
| Qatar Airways      | Doha-Hamad                                                                                             |
| Saudia             | Djeddah - Roi-Abdelaziz                                                                                |
| Turkish Airlines   | Istanbul                                                                                               |
| Yemenia            | Aden                                                                                                   |

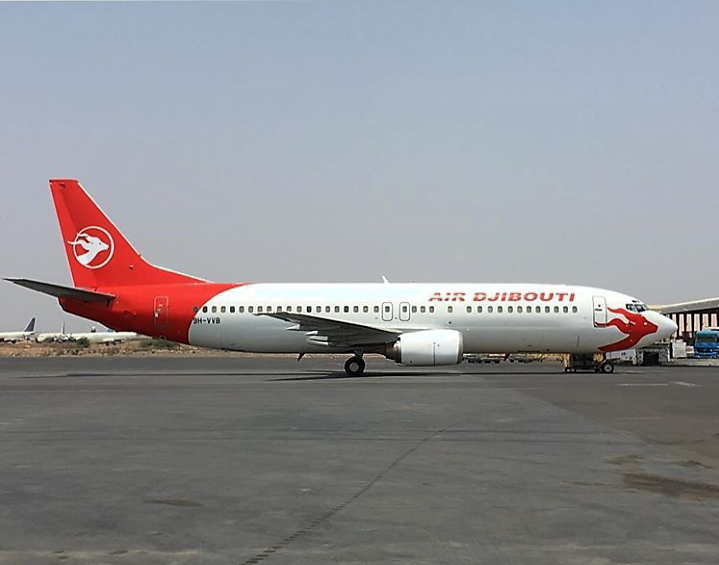
Un avion Air Djibouti à l'aéroport international Djibouti-Ambouli

Édité le 12/06/2018  Actualisé le 5/11/2023

## Histoire

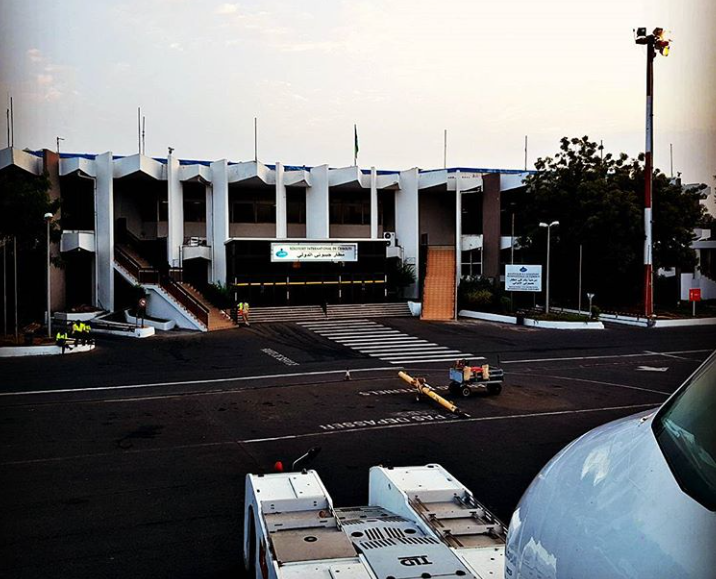
Entrée de l'aérogare.

En 1948, le site d'Ambouli reçoit une piste en dur et une aérogare et devient la base aérienne 188 Djibouti.
Le camp Lemonnier, ancienne base française au sud de l'aéroport et utilisant ses installations, est depuis 2002 une base aérienne de l'United States Navy.
Une base des forces armées italiennes, devant être reliée par une voie de circulation à la piste de l'aéroport, est opérationnelle depuis 2014.
À la suite d'une altercation se déroulant sur le tarmac de l’aéroport le 11 avril 2015, et impliquant un officier émirati et un officier djiboutien, le lieutenant-colonel Wahib Moussa Kalinleh, les Émirats arabes unis (ÉAU) rompent leur relation diplomatique avec Djibouti.

## Statistiques
Pour des raisons techniques, il est temporairement impossible d'afficher le graphique qui aurait dû être présenté ici.

Voir la requête brute et les sources sur Wikidata.